# Seahenge

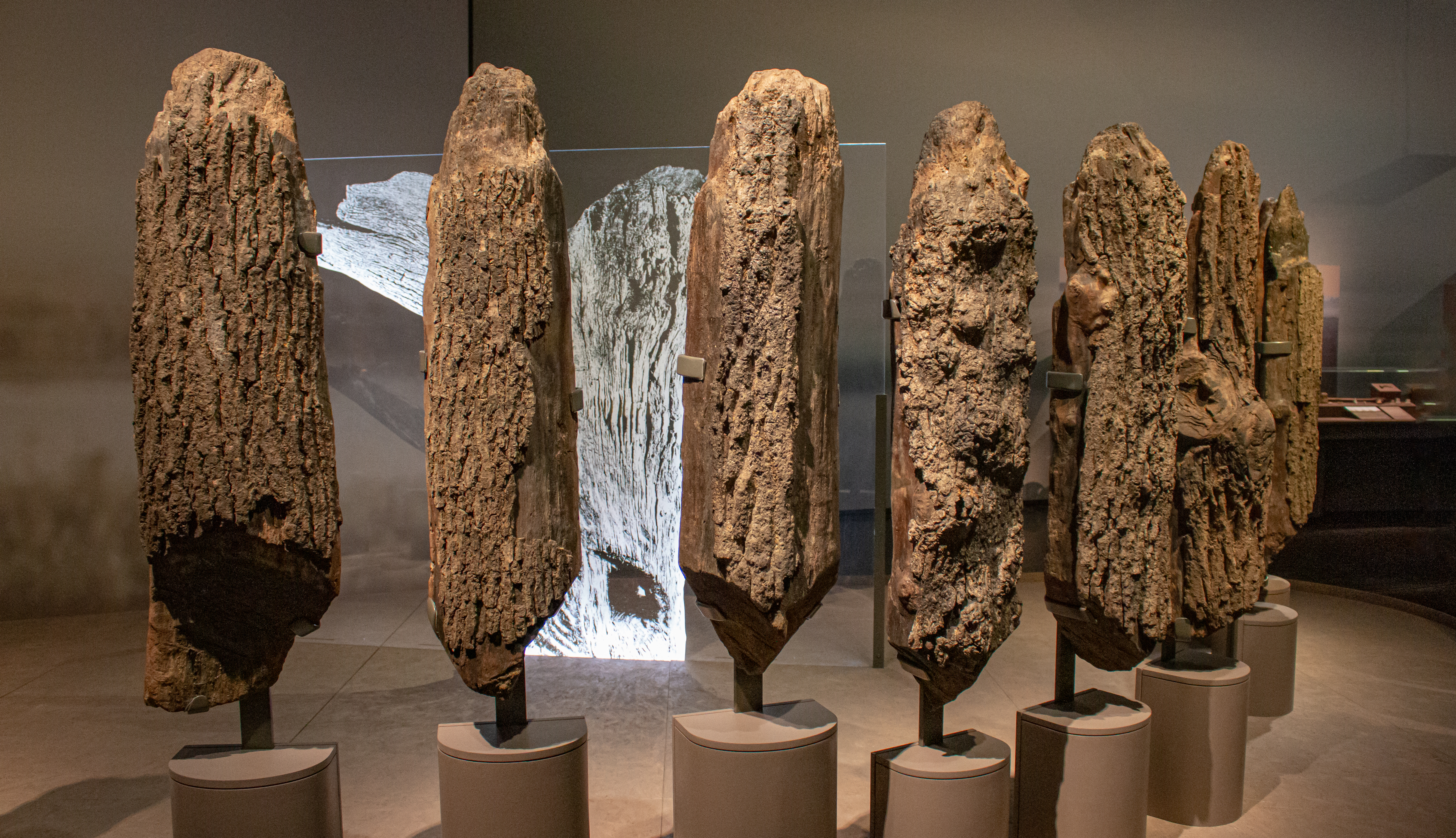
Seahenge (Holme I) in der Sonderausstellung „The World of Stonehenge“ im British Museum (2022)

Seahenge ist eine 1998 entdeckte, durch Winterstürme an der Bucht The Wash freigelegte archäologische Fundstelle an der Küste der englischen Grafschaft Norfolk. Der Begriff wird landläufig und auch für touristische Zwecke verwendet, der offizielle Name ist Holme I, nach der nahegelegenen Siedlung Holme-next-the-Sea. Die unmittelbar östlich angrenzenden Reste eines Hügelgrabes tragen die Bezeichnung Holme II.

## Geschichte
Die Anlage entstand in der frühen Bronzezeit, wurde aber ausweislich dort gefundener Tonscherben auch in der mittleren und späten Bronzezeit genutzt. Sie besteht aus 55 kreisförmig angeordneten gespaltenen kleinen Eichenstämmen und einem auf dem Kopf stehenden großen Eichenstumpf in der Mitte des Kreises. Die zentrale Eiche wurde dendrochronologisch auf 2050 v. Chr. datiert, die Stämme des äußeren Ringes auf Frühling 2049 v. Chr. Da die Anlage an das weltberühmte Stonehenge erinnert, wurde die von den Archäologen als Holme I geführte Anlage plakativ „Seahenge“ getauft. Diese Bezeichnung ist genaugenommen irreführend, da es sich bei Holme I nicht um einen Henge, also um ein mit einem Erdwall und einem Graben begrenztes Erdwerk, sondern vielmehr um einen Timber Circle handelt.
Zum Zeitpunkt ihrer Errichtung befand sich an dieser Stelle eine vor dem Meer durch Dünen geschützte Marschlandschaft. Durch Klimaveränderungen ausgelöst wurde diese zunehmend feuchter und begann zu vermooren. Die Ablagerung von Pflanzenresten wie Binsengewächsen oder Erlen führte schließlich zu einer Überdeckung durch eine Torfschicht, die den weiteren Verfall des Holzes weitgehend verhinderte. Schließlich wurde der Bereich durch die landeinwärts wandernden Dünen abgedeckt. Nachdem diese weiter landeinwärts gezogen waren, wurden der schützende Sand und nachfolgend auch die Torfschicht sukzessive durch Gezeiten und Stürme abgetragen, bis schließlich die Anlage selbst wieder ans Tageslicht kam.
Welchen Zwecken die Anlage genau diente, ist unbekannt und Spekulationen unterworfen. Anzunehmen ist eine Nutzung für kulturelle oder religiöse, vielleicht auch für astronomische Zwecke. Das Herausgehobene dieser Anlage zeigt sich durch den über Kopf eingesetzten zentralen Stumpf. Derartig invertierte, also umgekehrte Strukturen stehen in ähnlichen Zusammenhängen verbreitet für das Besondere gegenüber dem Gewöhnlichen. Eine ursprünglich vermutete Bedeutung des Stumpfes mit seinem nach oben ragenden Wurzelwerk als aus der Unterwelt herausragendes Objekt oder dessen Nutzung für die Dekarnation bedeutender Persönlichkeiten erscheint weniger wahrscheinlich.

## Entdeckung und Verbleib
Entdeckt wurde Holme I im Frühjahr 1998 durch einen Anwohner namens John Lorimer, der unmittelbar nördlich hiervon eine bronzezeitliche Axt gefunden hatte und der vermutete, die aus dem Sand hervorschauenden Holzstümpfe könnten ebenfalls aus dieser Zeit stammen. Bestätigt wurde dieses im September des gleichen Jahres durch herbeigerufene Archäologen von Norfolk Landscape Archaeology, die auch umgehend erste Untersuchungen durchführen ließen.

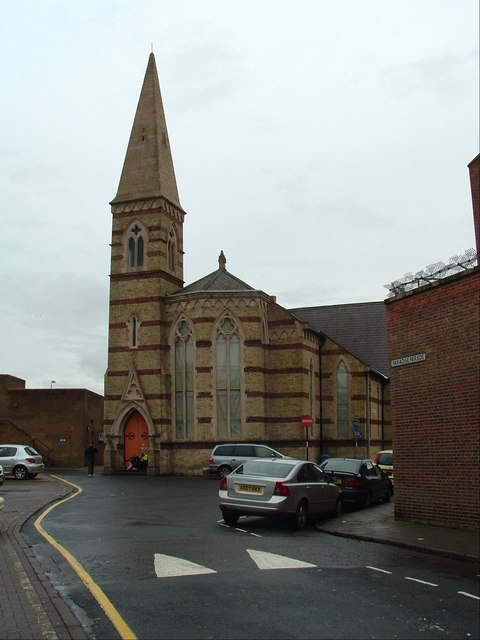
Lynn Museum

Binnen kurzer Zeit wurde die Entscheidung gefällt, die noch vorhandenen Überreste auszugraben. Hierbei spielten zwei Aspekte eine Rolle. Zum einen waren die Holzstücke, ihrer bis dahin schützenden Torfbedeckung beraubt, äußeren Einflüssen wie dem salzigen Wasser, der wechselnden Befeuchtung und Trocknung durch Ebbe und Flut oder Beschädigungen etwa durch Bohrmuscheln ausgesetzt, die über kurz oder lang zu ihrer Zerstörung geführt hätten. Zum anderen sah man die Gefahr eines aufkommenden Tourismus, der in einem Gebiet, das als geschütztes Feuchtgebiet und Site of Special Scientific Interest unter die Ramsar-Konvention fällt, als mit dem Naturschutz nicht vereinbar betrachtet wurde. Obwohl sich Anwohner von Holme-next-the-Sea im Vorfeld für den Verbleib der Anlage eingesetzt hatten, begannen Archäologen der Norfolk Archaeological Unit mit finanzieller Unterstützung von English Heritage im Mai 1999 mit den Ausgrabungsarbeiten. Zu einer Verzögerung kam es, als eine aus Umweltschützern und Druiden bestehende Gruppe im Juni desselben Jahres, letztlich erfolglos, versuchte, die Herausnahme des zentralen Eichenstumpfes zu verhindern.
Die Stämme wurden eine Zeit lang im archäologischen Zentrum von Flag Fen behandelt, um dem weiteren Verfall entgegenzuwirken. Nach einer längeren Diskussion über den zukünftigen Verbleib der Artefakte, während der auch der Vorschlag aufkam, sie nach einer entsprechenden Behandlung wieder am Fundort einzusetzen, kamen diese 2003 zum Mary Rose Trust nach Portsmouth zur endgültigen Konservierung. Diese Arbeiten sind mittlerweile abgeschlossen. Als endgültiger Bewahrungsort wurde das rund dreißig Kilometer vom Fundort entfernte King’s Lynn festgelegt. Das in einer ehemaligen Kirche untergebrachte Lynn Museum wurde hierzu umgebaut. Nach der Wiedereröffnung im April 2008 kann dort ein Teil der gefundenen Stücke besichtigt werden kann. Am ursprünglichen Standort sind keine Überreste mehr erkennbar.
Vom 17. Februar bis 17. Juli 2022 ist Holme I in der Sonderausstellung „The World of Stonehenge“ im British Museum in London ausgestellt.

## Holme II
Anfang 2001 wurde gut 100 Meter östlich eine weitere, etwas größere ringförmige Struktur entdeckt, welche ebenfalls aus einem konzentrischen Kreis aus Holzpfählen besteht, in der Mitte allerdings zwei liegende Holzbalken aufweist. Es handelt sich hierbei um die Überreste eines Hügelgrabes. Mit einem geschätzten Entstehungszeitraum zwischen 2400 und 2030 v. Chr. ist sie älter als Holme I. Es steht aber zu vermuten, dass beide Anlagen für einen gewissen Zeitraum parallel genutzt wurden und dass möglicherweise das dort bestehende Hügelgrab der Auslöser für die Wahl des Standortes der Kultstätte war.
Holme II wurde oberflächlich untersucht, Ausgrabungen fanden aber nicht statt. Die Anlage ist dementsprechend noch an Ort und Stelle vorhanden. In der Fortschreibung des North Norfolk Shoreline Management Plan wird empfohlen, Schutzmaßnahmen zu ergreifen, da sonst mit der Zerstörung der Überreste zu rechnen sei.
Koordinaten: 52° 58′ 5″ N, 0° 31′ 17″ O